# Lysinema conspicuum
Lysinema conspicuum är en ljungväxtart som beskrevs av Robert Brown. Lysinema conspicuum ingår i släktet Lysinema och familjen ljungväxter. Inga underarter finns listade i Catalogue of Life.